# Pantanal de Nhecolândia
Pantanal da Nhecolândia é uma das oito sub-regiões do Complexo do Pantanal, localizada no Pantanal Sul, Mato Grosso do Sul. Localiza-se entre os rios Negro e Taquari. Seu nome é derivado do proprietário de uma das primeiras fazendas, Joaquim Eugênio Gomes da Silva, vulgo “Nheco” (fonte: Rondon Conta Sua Vida, Esther de Viveiros, Cooperativa Cultural dos Esperantistas, Rio de Janeiro, 1969). O rio Taquari, alimentador desta sub-região, sofre problema de assoreamento. Tem entre as principais atrações o rio Taquari, que, além de ser propício para a pesca, é muito procurado pelos praticantes de canoagem.